# Boudry
Boudry je obec v kantonu Neuchâtel na západě Švýcarska. Má přibližně 6 200 obyvatel.

## Geografie
Boudry leží v nadmořské výšce 460 metrů, vzdušnou čarou osm kilometrů jihozápadně od hlavního města kantonu, Neuchâtelu. Městečko se rozkládá v dolním údolí řeky Areuse, poblíž místa, kde se vlévá do Neuchâtelského jezera, na jižním úpatí Jury.
Rozloha obce 16,8 km² pokrývá dolní část údolí Areuse. Na východě zasahuje úzký pás území obce až k Neuchâtelskému jezeru (přístav Port de Boudry), kde zahrnuje část plochého vějíře výplní na sever od Areuse. V oblasti Boudry se Areuse a její levostranný tok Merdasson zahlubují do bahnité úpatní roviny. Severozápadně od Boudry se nachází soutěska Gorges de l'Areuse, kde Areuse proráží předěl Jury. Hustě zalesněné strmé údolní svahy jižně od Areuse (Côte du Champ du Moulin a Grande Côte) patří ke katastru obce. Hranice probíhá přes pohoří Montagne de Boudry, kde se na vrcholu Signal du Lessy ve výšce 1387 m n. m. nachází nejvyšší bod obce. V roce 1997 zaujímala 11 % rozlohy obce zastavěná plocha, 63 % lesy a háje, 24 % zemědělské plochy a méně než 2 % tvořila neproduktivní půda.
Boudry zahrnuje osady Areuse (446 m n. m.) severně od Areuse na okraji aluviálního vějíře, Grandchamp (440 m n. m.) na aluviálním vějíři, Perreux (510 m n. m.) na východním úpatí Montagne de Boudry, Trois-Rods (515 m n. m.) a dolní část Chambrelien (630 m n. m.) na jižním svahu Jury a Champ du Moulin-Dessous (617 m n. m.) v údolí Areuse. Sousedními obcemi Boudry jsou Cortaillod, La Grande Béroche, Val-de-Travers, Rochefort a Milvignes.

## Historie

Centrum Boudry na snímku z roku 1962

Boudry má velmi dlouhou tradici osídlení. Nejstaršími pozůstatky osídlení jsou kůlové obydlí na břehu Neuchâtelského jezera, která byla osídlena od neolitu až do doby laténské. Kromě toho byly nalezeny tumulusy z doby halštatské, pozůstatky dvou keltských vesnic, stopy z doby římské, mimo jiné z obchodní stezky Vy d'Etra, a burgundské pohřebiště.
První písemná zmínka o obci pochází z roku 1278 pod názvem Baudri, který je pravděpodobně odvozen od burgundského osobního jména Buderich. Boudry a později opuštěná ves Pontareuse u mostu Areuse patřily nejprve pánům z Vaumarcu, v roce 1282 přešly na pány ze Stäffisu a v roce 1313 na hrabata z Neuchâtelu. Hrad se stal sídlem panství Boudry. V následujícím období sloužilo panství Boudry často jako zástavní léno dcerám a manželkám rodu Neuchâtelských. Dne 12. září 1343 získala obec městská práva, i když s omezenějšími právy než město Neuchâtel. V letech 1394 až 1413 patřilo Boudry opět pánům z Vaumarcu, poté bylo zástavní město až do roku 1848 pod svrchovaností Neuchâtelu. Od roku 1648 byl Neuchâtel knížectvím a od roku 1707 byl personální unií spojen s Pruským královstvím. V roce 1806 bylo území postoupeno Napoleonovi a v roce 1815 v rámci Vídeňského kongresu připadlo Švýcarské konfederaci, přičemž pruští králové zůstali až do Neuchâtelské smlouvy z roku 1857 také knížaty Neuchâtelu. V roce 1848 se Boudry stalo hlavním městem okresu. V roce 1870 byla k Boudry připojena osada Areuse, která předtím tvořila samostatnou obec.

## Obyvatelstvo

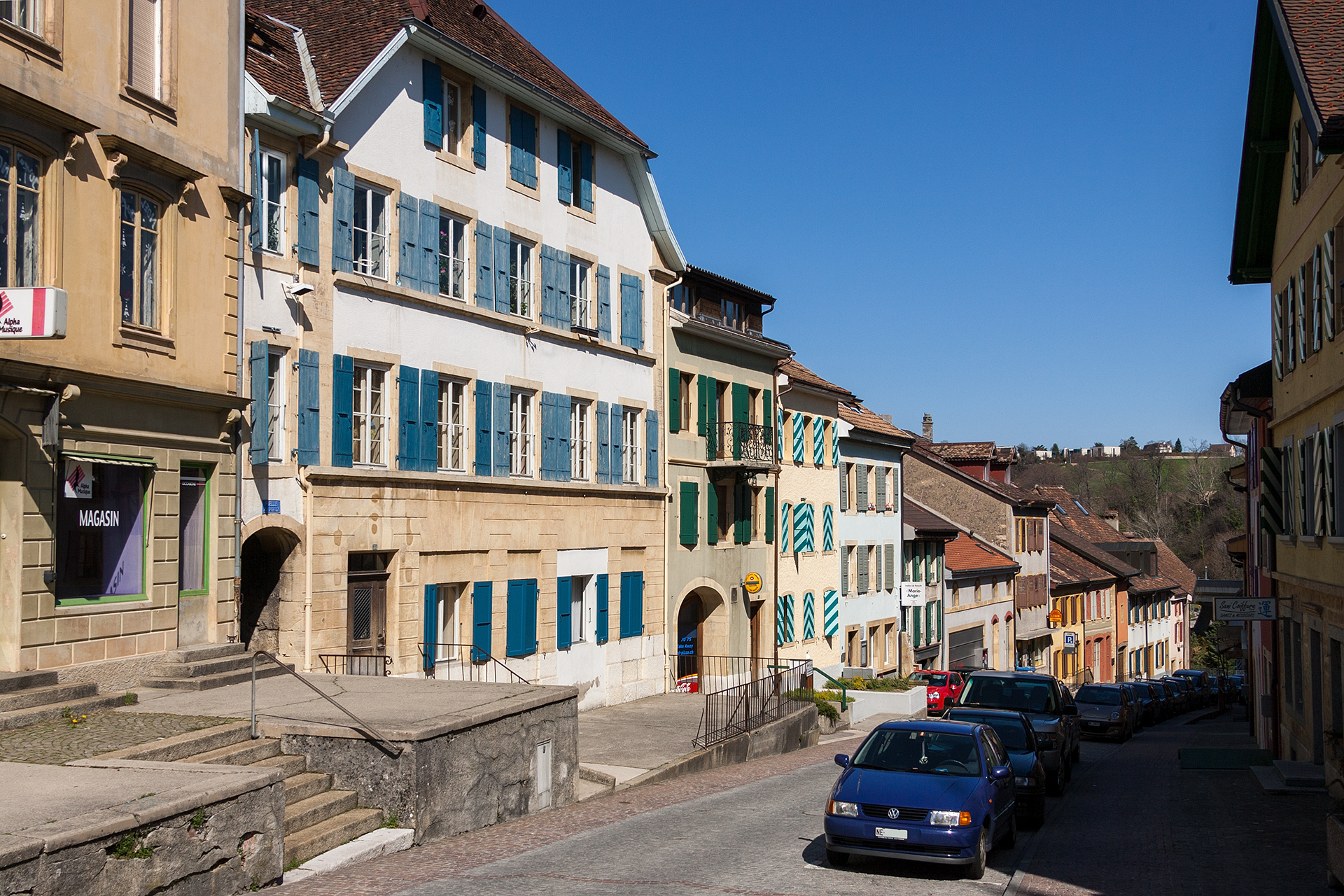
Centrum městečka

S více než 6000 obyvateli je Boudry jednou z větších obcí kantonu Neuchâtel. Z celkového počtu obyvatel je 86,5 % francouzsky mluvících, 4,2 % německy mluvících a 3,0 % italsky mluvících (k roku 2000). Počet obyvatel Boudry výrazně vzrostl zejména v 60. a 80. letech 20. století. Od roku 1990 jsou zaznamenány jen poměrně malé výkyvy a od roku 2000 dokonce klesající tendence.
| Rok            | 1850 | 1900 | 1950 | 1960 | 1970 | 1980 | 1990 | 2000 |
| Počet obyvatel | 1479 | 2190 | 2625 | 3086 | 4372 | 4488 | 5163 | 5311 |

## Hospodářství
Až do konce 18. století bylo Boudry zemědělským městečkem, poté se začalo průmyslově rozvíjet. Tři továrny Indienne ve Vauvilliers, Les Iles a Grandchamp podél řeky Areuse byly v 18. a 19. století důležité pro celý region. Po uzavření těchto továren (poslední ve Vauvilliers v roce 1874) byly tovární budovy využívány jinými průmyslovými odvětvími. V současnosti jsou hlavními průmyslovými odvětvími stavebnictví, přesné strojírenství, elektronika (Cicor Technologies), obráběcí stroje a továrna na akumulátory. Svůj podíl na struktuře zaměstnanosti má také administrativa a cestovní ruch. Důležité je i nadále zemědělství, které se soustřeďuje na ornou půdu, vinařství a lesnictví. Na jižních svazích Planeyse a podél nejníže položeného údolí Areuse jsou rozsáhlé vinice. V Boudry se nachází několik vinných sklepů, degustační sklep a od roku 1986 také vinařské muzeum. V Perreux byla v roce 1894 založena kantonální nemocnice pro chronicky nemocné, v níž dnes sídlí psychiatrická klinika.

## Doprava

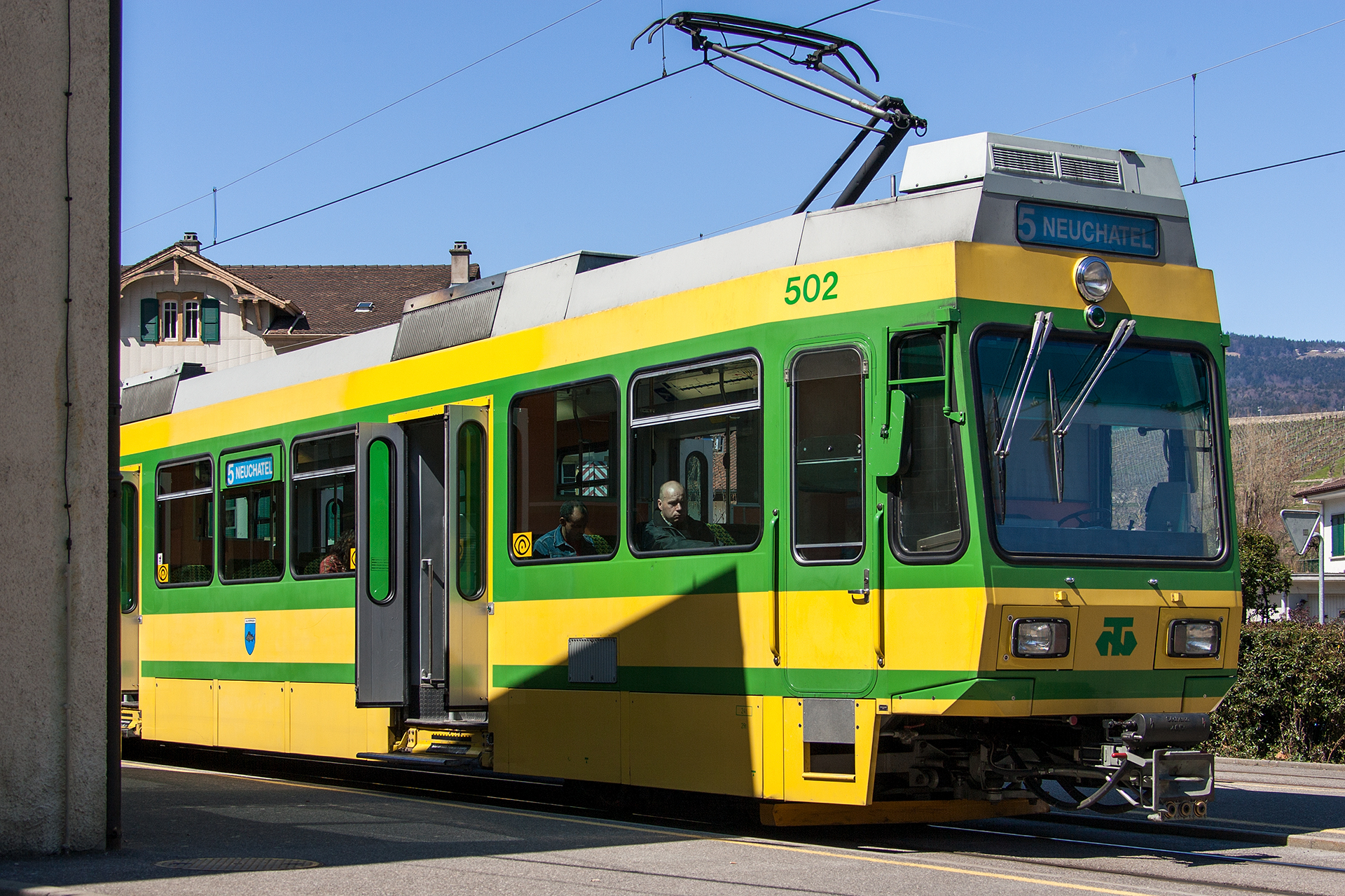
Tramvaj Neuchâtel–Boudry

Obec má velmi dobré dopravní spojení. Leží na hlavní silnici č. 5 z Neuchâtelu do Yverdonu. Místní obchvat byl vybudován již v roce 1960. Otevření dálnice A5 (Neuchâtel–Yverdon) v květnu 2005 odlehčilo obci od tranzitní dopravy. Obchází obec v tunelu vybudovaném povrchovou těžbou.
Dne 7. listopadu 1859 byla otevřena železniční trať Yverdon–Neuchâtel se stanicí v Boudry na planině mezi údolími Areuse a Merdasson. Meziměstská linka 5 neuchâtelské tramvaje, otevřená v roce 1892, obsluhuje dvě zastávky v Boudry a jednu v Areuse. Doplňkovou veřejnou dopravu zajišťuje autobusová linka jezdící z Boudry do Saint-Aubin-Sauges a dvě místní linky (Boudry–Perreux a Areuse–Cortaillod).

## Osobnosti
- Jean-Paul Marat (1743–1793), francouzský politik, lékař a publicista
- Philippe Suchard (1797–1884), švýcarský výrobce čokolády a podnikatel